# Volkswagen Touran
El Volkswagen Touran es un monovolumen del segmento C producido por el fabricante alemán Volkswagen desde el año 2003. Tiene carrocería de cinco puertas, motor delantero transversal, tracción delantera y versiones de cinco y siete plazas.
Sus principales competidores son el Citroën Grand C4 Picasso, el Peugeot 5008, el Ford C-Max, el Renault Grand Scénic y el SEAT Altea XL.

## Primera generación

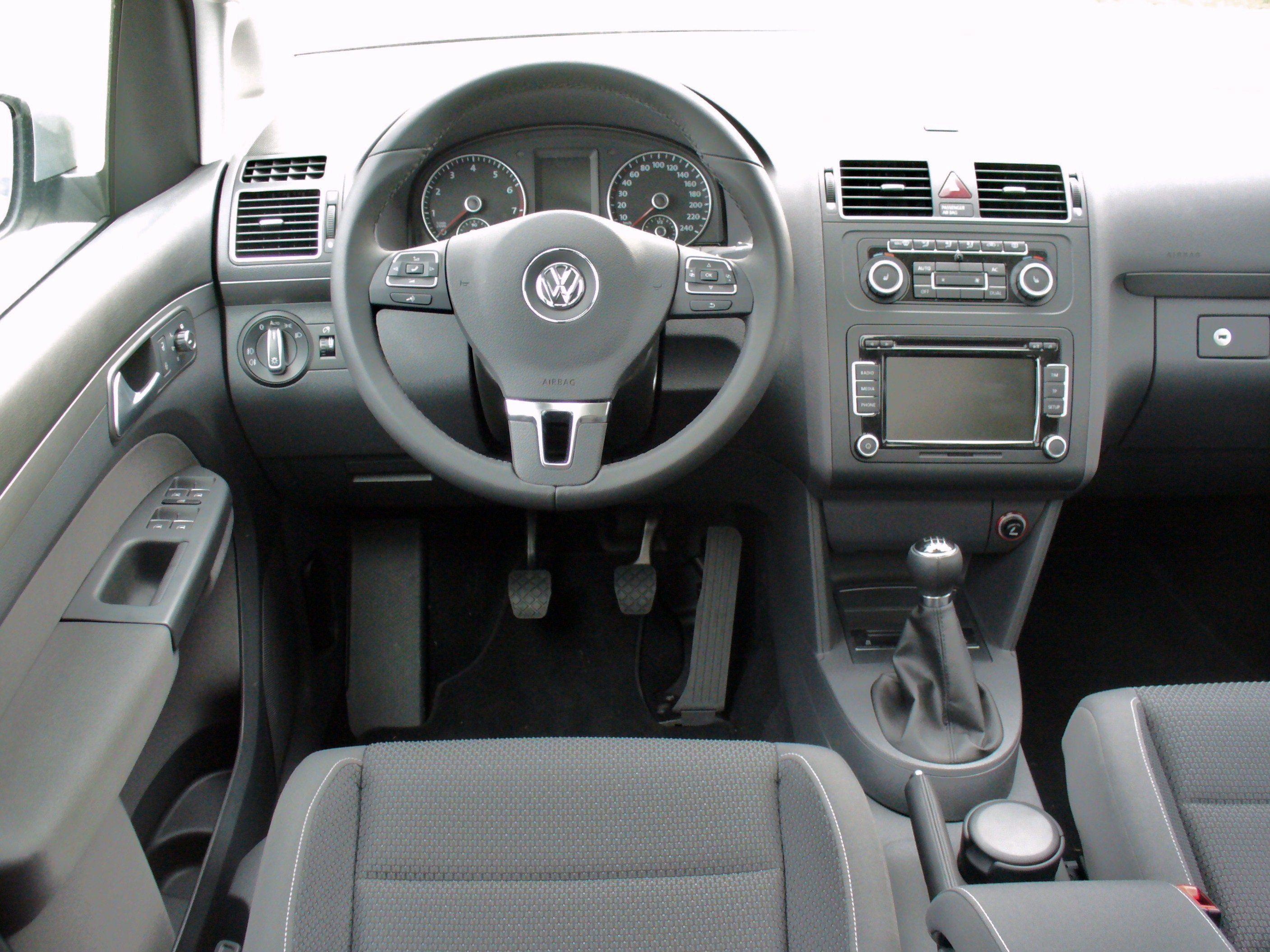
Volkswagen Touran Interior.

Al lanzarse el Volkswagen Golf Plus, un monovolumen también del segmento C pero más corto que el Touran, la tercera fila de asientos fue añadida al equipamiento estándar. El Touran recibió una reestilización en el año 2007, que modificó notoriamente el frontal y mejoró la terminación interior y el equipamiento.
La plataforma estrenada en el Touran fue utilizada en numerosos modelos del segmento C del Grupo Volkswagen, como el Volkswagen Golf, el SEAT León y el Audi A3.

### Fase I (2003-2010)

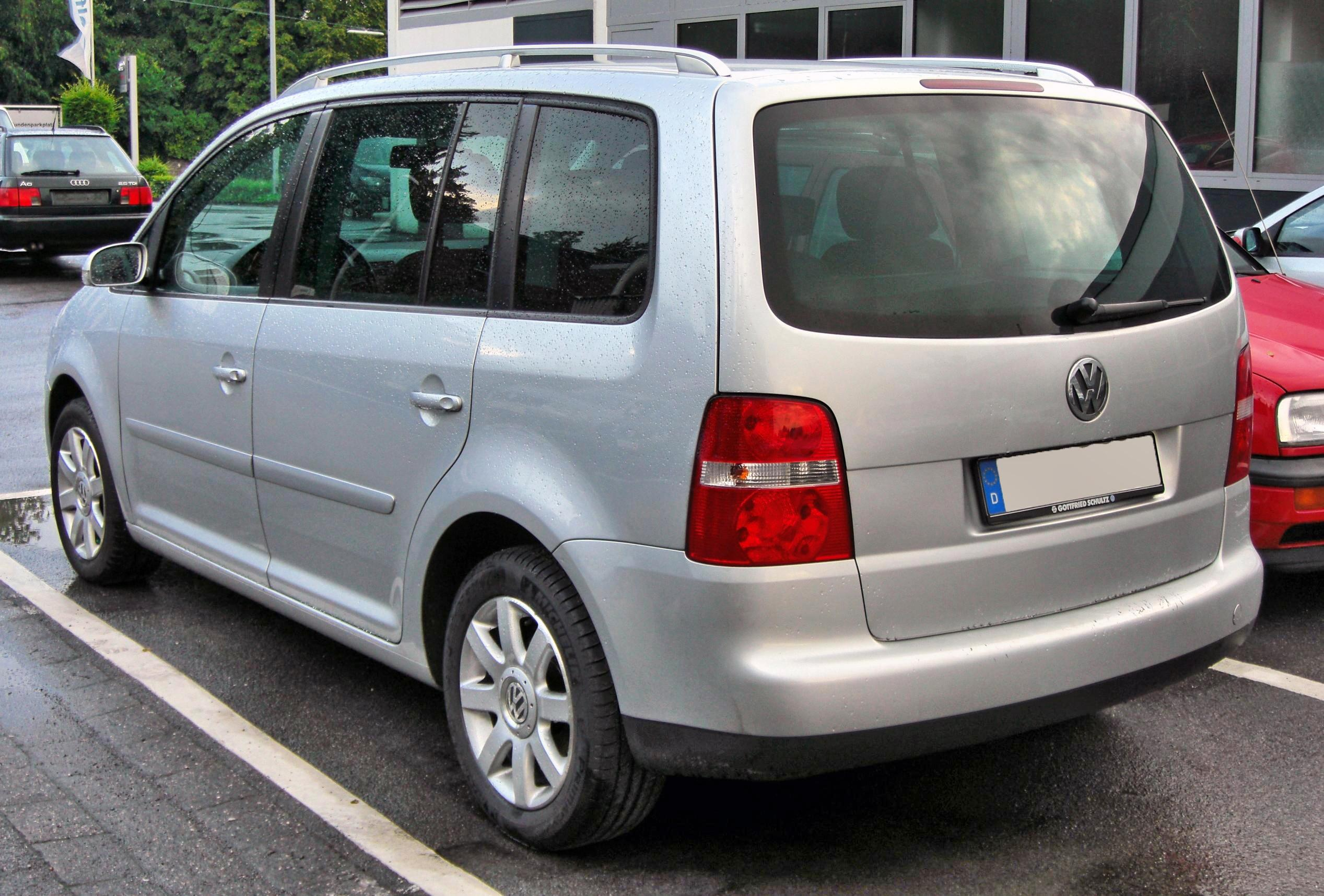
Volkswagen Touran Vista posterior (2003-2007)
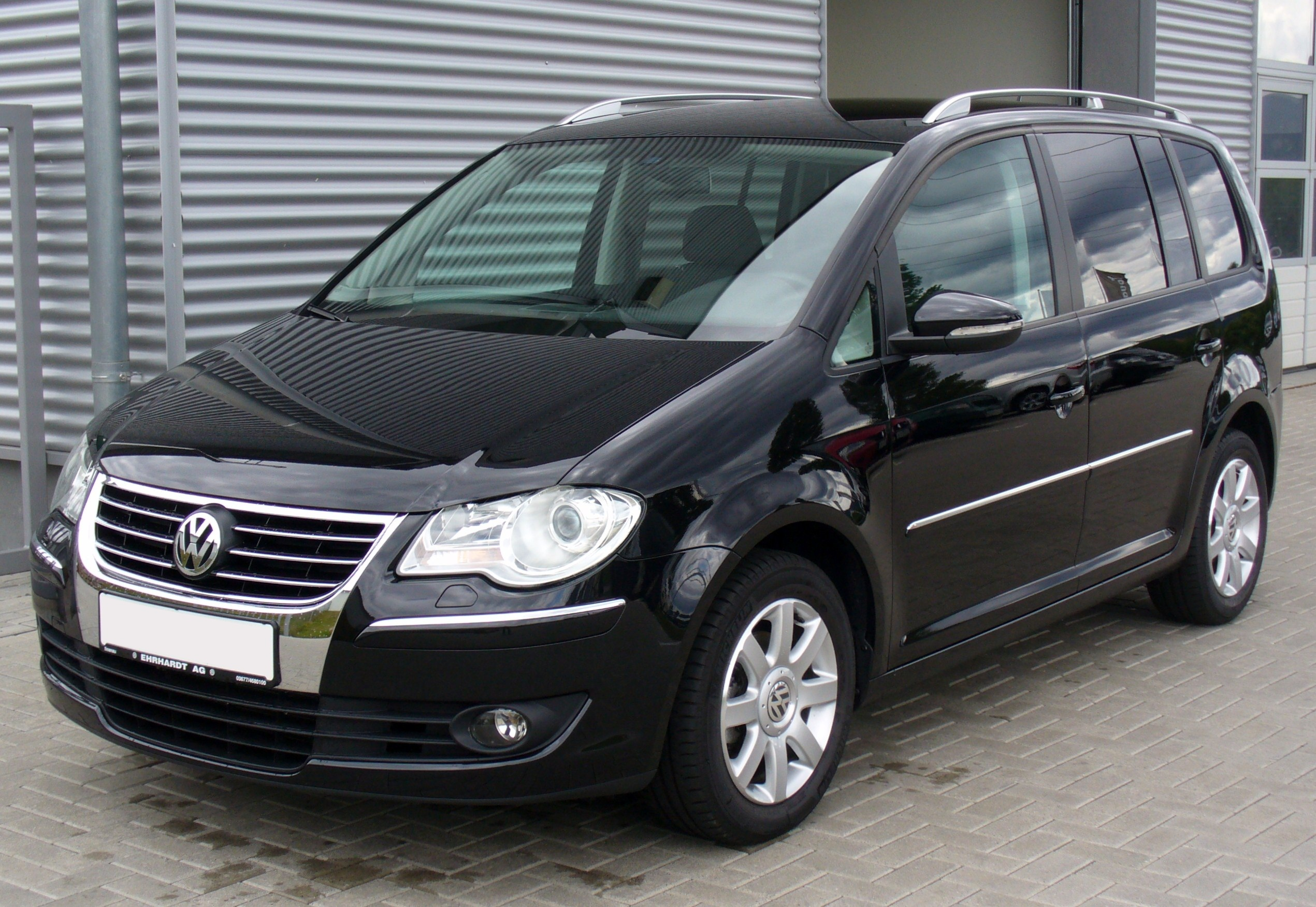
Volkswagen Touran (2007-2010)
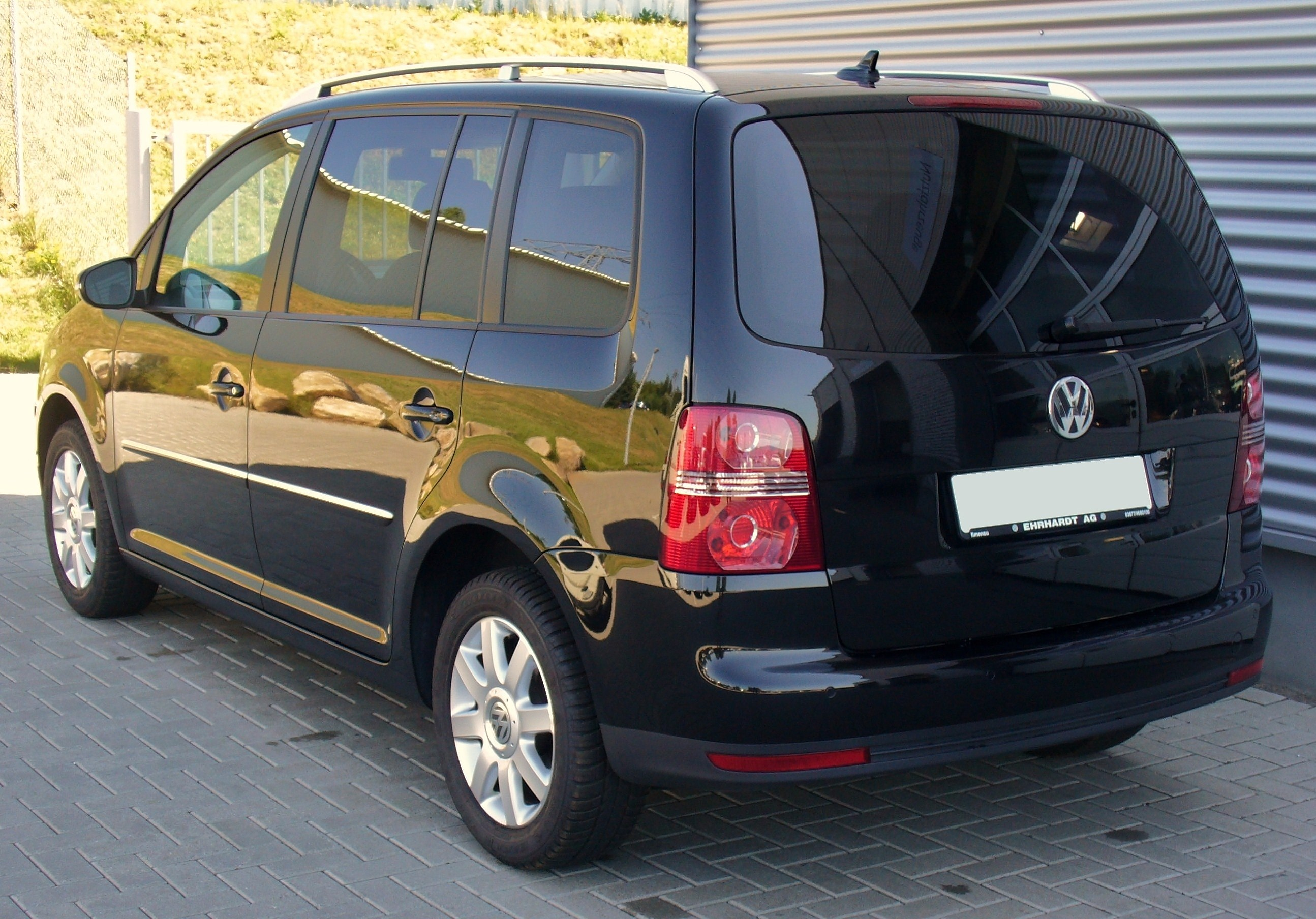
Volkswagen Touran (2007-2010)

#### Motorizaciones
Las motorizaciones son todas de cuatro cilindros y también son compartidas con otros modelos del Grupo Volkswagen. Los gasolina son un 1.6 litros en versiones de inyección indirecta y 102 CV de potencia máxima e inyección directa y 115 CV, un 2.0 litros con inyección directa y 150 CV, y un 1.4 litros con turbocompresor y compresor volumétrico en variantes de 140 y 170 CV. Los diésel, todos ellos con turbocompresor e inyección directa, son un 1.9 litros en versiones de 90 y 105 CV, un 1.6 litros en versiones de 90 y 105 CV, y un 2.0 litros con variantes de 136 CV (luego 140 CV) y 170 CV.
Este vehículo forma parte del Escándalo de emisiones contaminantes de vehículos Volkswagen. Sus emisiones son mayores que las oficialmente documentadas y puede incurrir en impuestos medioambientales superiores en determinados países.
| Periodo                        | 2006-2009                                   | 2009-2010                                         | 2009-2010                                   | 2007-2010                                             | 2009-2010                                                         | 2003-2010             | 2003-2006                                         | 2006-2009                   | 2003-2006                                         |           |           |           |           |           |           |
| Identificación del motor       | BMY                                         | CAVC                                              | CAVC                                        | BLG/CAVB                                              | CDGA                                                              | BGU/BSE/BSF           | BAG/BLF/BLP                                       | BSX                         | AXW/BLR/BLX/BVY                                   |           |           |           |           |           |           |
| Tipo de motor                  | L4 16v, inyección directa, turbo, compresor | L4 16v, inyección directa, turbo, compresor       | L4 16v, inyección directa, turbo, compresor | L4 16v, inyección directa, turbo, compresor           | L4 16v, inyección directa, turbo, compresor, preparación para GLP | L4 8v                 | L4 16v, inyección directa                         | L4 8v, preparación para GLP | L4, 16v, inyección directa                        |           |           |           |           |           |           |
| Diámetro x carrera             | 76.5 mm x 75.6 mm                           | 76.5 mm x 75.6 mm                                 | 76.5 mm x 75.6 mm                           | 76.5 mm x 75.6 mm                                     | 76.5 mm x 75.6 mm                                                 | 81.0 mm x 77.4 mm     | 76.5 mm x 86.9 mm                                 | 82.5 mm x 92.8 mm           | 82.5 mm x 92.8 mm                                 |           |           |           |           |           |           |
| Cilindrada                     | 1390 cm³                                    | 1390 cm³                                          | 1390 cm³                                    | 1390 cm³                                              | 1390 cm³                                                          | 1595 cm³              | 1598 cm³                                          | 1984 cm³                    | 1984 cm³                                          |           |           |           |           |           |           |
| Relación de compresión         | 10.1: 1                                     | 10.1: 1                                           | 10.1: 1                                     | 10.1: 1                                               | 10.1: 1                                                           | 10.5: 1               | 12.0: 1                                           | 13.5: 1                     | 11.5: 1                                           |           |           |           |           |           |           |
| Potencia máxima: CV (kW) @ rpm | 140 CV (103 kW) @ 5600                      | 140 CV (103 kW) @ 5600                            | 140 CV (103 kW) @ 5600                      | 170 CV (125 kW) @ 6000                                | 150 CV (110 kW) @ 5500                                            | 102 CV (75 kW) @ 5600 | 115 CV (85 kW) @ 6000                             | 109 CV (80 kW) @ 5400       | 150 CV (110 kW) @ 6000                            |           |           |           |           |           |           |
| Par máximo: Nm @ rpm           | 220 Nm @ 1750-4000                          | 220 Nm @ 1500-4000                                | 220 Nm @ 1250-4000                          | 240 Nm @ 1500-4750                                    | 220 Nm @ 1500-4500                                                | 148 Nm @ 3800         | 155 Nm @ 4000                                     | 160 Nm @ 3500-4700          | 200 Nm @ 3500                                     |           |           |           |           |           |           |
| Tracción                       | Delantera                                   | Delantera                                         | Delantera                                   | Delantera                                             | Delantera                                                         | Delantera             | Delantera                                         | Delantera                   | Delantera                                         | Delantera | Delantera | Delantera | Delantera | Delantera | Delantera |
| Transmisión                    | Manual, 6 velocidades                       | Manual, 6 velocidades / Automática, 6 velocidades | Automática, 7 velocidades                   | Automática, 6 velocidades / Automática, 7 velocidades | Manual, 6 velocidades                                             | Manual, 5 velocidades | Manual, 6 velocidades / Automática, 6 velocidades | Manual, 5 velocidades       | Manual, 6 velocidades / Automática, 6 velocidades |           |           |           |           |           |           |
| Aceleración (0-100 km/h)       | 9.8 s                                       | 9.8 s                                             | 9.6 s                                       | 8.5 s                                                 | 10.1 s                                                            | 12.9 s                | 11.9 s                                            | 13.5 s                      | 10.4 s                                            |           |           |           |           |           |           |
| Velocidad máxima               | 200 km/h                                    | 200 km/h                                          | 198 km/h                                    | 212 km/h                                              | 203 km/h                                                          | 179 km/h              | 186 km/h                                          | 180 km/h                    | 201 km/h                                          |           |           |           |           |           |           |
| Consumo combinado (L/100 km/h) | 7.4                                         | 7.2                                               | 6.9                                         | 7.6-6.9                                               | 7.2                                                               | 7.9                   | 7.4                                               | -                           | 7.9                                               |           |           |           |           |           |           |

| Motores diésel                 | Motores diésel                                               | Motores diésel                                               | Motores diésel                                               | Motores diésel                                               | Motores diésel                                                               | Motores diésel                                               | Motores diésel                                               | Motores diésel                                                | Motores diésel                                                | Motores diésel                                               | Motores diésel                                                |
|                                | 1.9 TDI                                                      | 1.9 TDI                                                      | 1.9 TDI                                                      | 1.9 TDI                                                      | 1.9 TDI                                                                      | 1.9 TDI BlueMotion                                           | 2.0 TDI                                                      | 2.0 TDI                                                       | 2.0 TDI                                                       | 2.0 TDI                                                      | 2.0 TDI                                                       |
| ------------------------------ | ------------------------------------------------------------ | ------------------------------------------------------------ | ------------------------------------------------------------ | ------------------------------------------------------------ | ---------------------------------------------------------------------------- | ------------------------------------------------------------ | ------------------------------------------------------------ | ------------------------------------------------------------- | ------------------------------------------------------------- | ------------------------------------------------------------ | ------------------------------------------------------------- |
| Periodo                        | 2004-2010                                                    | 2005-2010                                                    | 2003-2004                                                    | 2003-2010                                                    | 2005-2010                                                                    | 2008-2010                                                    | 2008-2010                                                    | 2003-2004                                                     | 2004-2010                                                     | 2005-2010                                                    | 2006-2010                                                     |
| Identificación del motor       | BRU/BXF                                                      | BXJ                                                          | AVQ                                                          | BJB/BKC/BXE                                                  | BLS                                                                          | BLS                                                          | CHWA                                                         | AZV                                                           | BKD                                                           | BMM                                                          | BMN                                                           |
| Tipo de motor                  | L4 8v, inyección directa, inyector-bomba, turbo, intercooler | L4 8v, inyección directa, inyector-bomba, turbo, intercooler | L4 8v, inyección directa, inyector-bomba, turbo, intercooler | L4 8v, inyección directa, inyector-bomba, turbo, intercooler | L4 8v, inyección directa, inyector-bomba, turbo, intercooler                 | L4 8v, inyección directa, inyector-bomba, turbo, intercooler | L4 8v, inyección directa, inyector-bomba, turbo, intercooler | L4 16v, inyección directa, inyector-bomba, turbo, intercooler | L4 16v, inyección directa, inyector-bomba, turbo, intercooler | L4 8v, inyección directa, inyector-bomba, turbo, intercooler | L4 16v, inyección directa, inyector-bomba, turbo, intercooler |
| Diámetro x carrera             | 79.5 mm x 95.5 mm                                            | 79.5 mm x 95.5 mm                                            | 79.5 mm x 95.5 mm                                            | 79.5 mm x 95.5 mm                                            | 79.5 mm x 95.5 mm                                                            | 79.5 mm x 95.5 mm                                            | 81.0 mm x 95.5 mm                                            | 81.0 mm x 95.5 mm                                             | 81.0 mm x 95.5 mm                                             | 81.0 mm x 95.5 mm                                            | 81.0 mm x 95.5 mm                                             |
| Cilindrada                     | 1896 cm³                                                     | 1896 cm³                                                     | 1896 cm³                                                     | 1896 cm³                                                     | 1896 cm³                                                                     | 1896 cm³                                                     | 1968 cm³                                                     | 1968 cm³                                                      | 1968 cm³                                                      | 1968 cm³                                                     | 1968 cm³                                                      |
| Relación de compresión         | 19.0: 1                                                      | 19.0: 1                                                      | 19.0: 1                                                      | 19.0: 1                                                      | 18.5: 1                                                                      | 18.5: 1                                                      | 18.0: 1                                                      | 18.0: 1                                                       | 18.0: 1                                                       | 18.0: 1                                                      | 18.0: 1                                                       |
| Potencia máxima: CV (kW) @ rpm | 90 CV (66 kW) @ 4000                                         | 90 CV (66 kW) @ 4000                                         | 100 CV (74 kW) @ 4000                                        | 105 CV (77 kW) @ 4000                                        | 105 CV (77 kW) @ 4000                                                        | 105 CV (77 kW) @ 4000                                        | 105 CV (77 kW) @ 3600                                        | 136 CV (100 kW) @ 4000                                        | 140 CV (103 kW) @ 4000                                        | 140 CV (103 kW) @ 4000                                       | 170 CV (125 kW) @ 4200                                        |
| Par máximo: Nm @ rpm           | 210 Nm @ 1800-2500                                           | 210 Nm @ 1800-2500                                           | 250 Nm @ 1900                                                | 250 Nm @ 1900                                                | 250 Nm @ 1900                                                                | 250 Nm @ 1900                                                | 275 Nm @ 1750-2500                                           | 320 Nm @ 1750-2500                                            | 320 Nm @ 1750-2500                                            | 320 Nm @ 1800-2500                                           | 350 Nm @ 1750-2500                                            |
| Tracción                       | Delantera                                                    | Delantera                                                    | Delantera                                                    | Delantera                                                    | Delantera                                                                    | Delantera                                                    | Delantera                                                    | Delantera                                                     | Delantera                                                     | Delantera                                                    |                                                               |
| Transmisión                    | Manual, 6 velocidades                                        | Manual, 6 velocidades                                        | Manual, 6 velocidades                                        | Manual, 6 velocidades / Automática, 6 velocidades            | Manual, 6 velocidades / Automática, 6 velocidades / Automática 7 velocidades | Manual, 6 velocidades                                        | Manual, 6 velocidades / Automática, 6 velocidades            | Manual, 6 velocidades                                         | Manual, 6 velocidades / Automática, 6 velocidades             | Manual, 6 velocidades / Automática, 6 velocidades            | Manual, 6 velocidades / Automática, 6 velocidades             |
| Aceleración 0–100 km/h         | 14.9 s                                                       | 14.9 s                                                       | 13.5 s                                                       | 13.2 s                                                       | 13.2 s                                                                       | 13.0 s                                                       | -                                                            | 10.6 s                                                        | 10.2 s                                                        | 10.2 s                                                       | 9.0 s                                                         |
| Velocidad máxima               | 171 km/h                                                     | 171 km/h                                                     | 177 km/h                                                     | 179 km/h                                                     | 179 km/h                                                                     | 182 km/h                                                     | 180 km/h                                                     | 197 km/h                                                      | 200 km/h                                                      | 200 km/h                                                     | 214 km/h                                                      |
| Consumo combinado (L/100 km/h) | 5.9                                                          | 6.0                                                          | 5.9                                                          | 5.9                                                          | 6.0                                                                          | 5.4                                                          | -                                                            | 6.0                                                           | 6.0                                                           | 6.1                                                          | 6.6                                                           |

### Fase II (2009-2015)

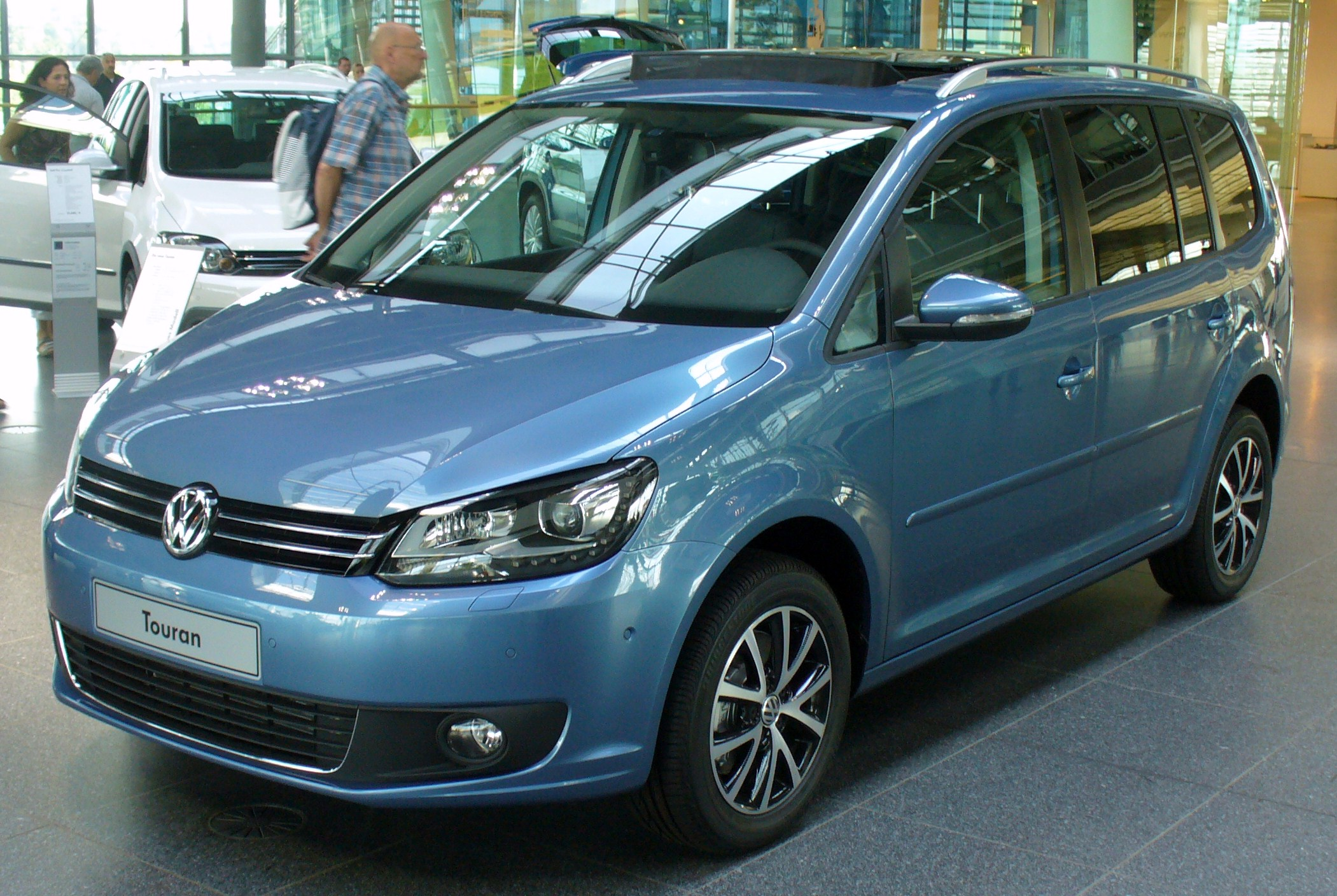
Volkswagen Touran restyling
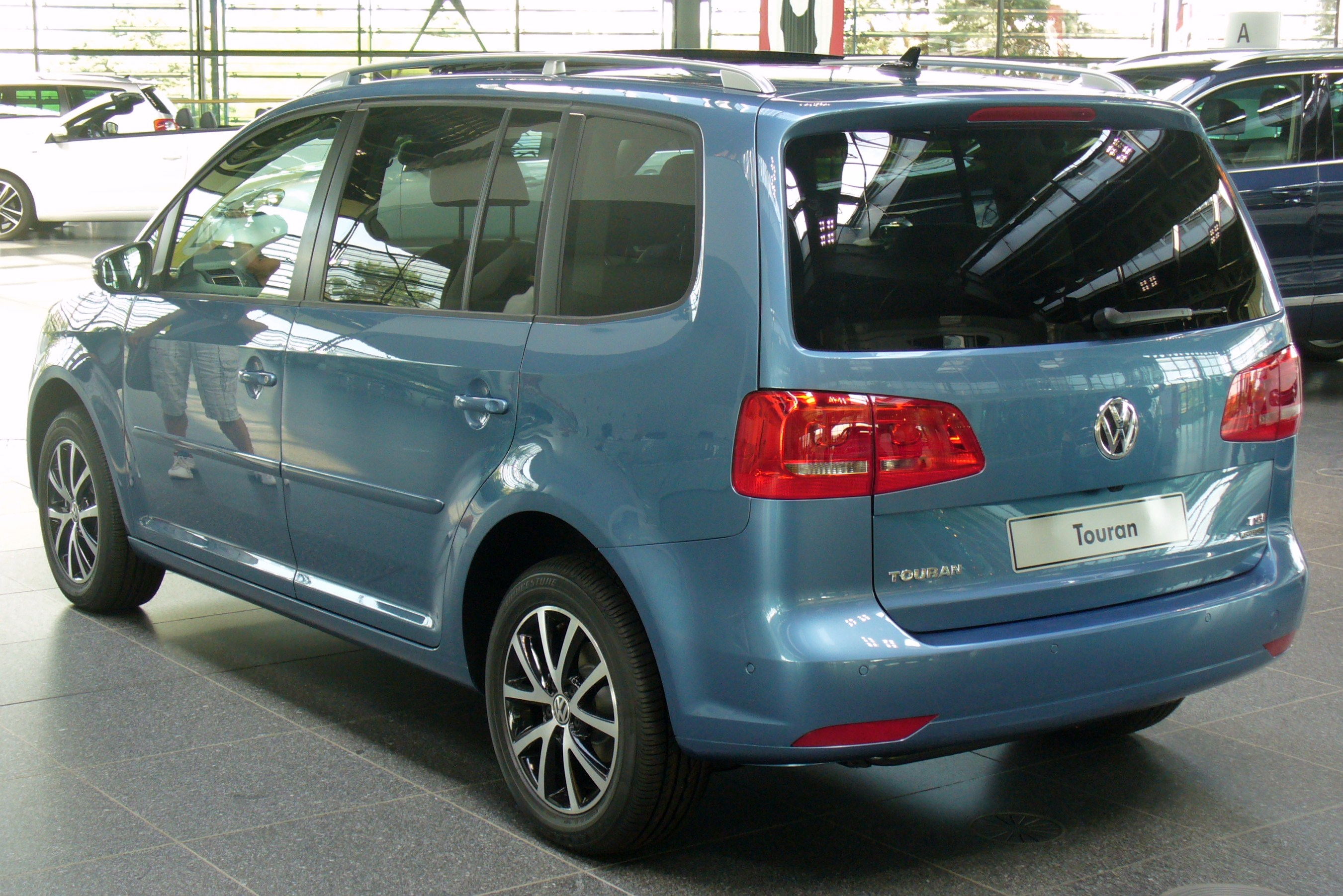
Volkswagen Touran restyling

#### Motorizaciones
| Periodo                        | 2009-2015                       | 2009-2015                       | 2009-2012                                   | 2012-2015                                         | 2009-2015                                   | 2009-2015                                                         |           |           |           |           |           |           |           |           |           |
| Identificación del motor       | CBZB                            | CBZB                            | CAVC                                        | CTHC                                              | CAVB/CTHB                                   | CDGA                                                              |           |           |           |           |           |           |           |           |           |
| Tipo de motor                  | L4 8v, inyección directa, turbo | L4 8v, inyección directa, turbo | L4 16v, inyección directa, turbo, compresor | L4 16v, inyección directa, turbo, compresor       | L4 16v, inyección directa, turbo, compresor | L4 16v, inyección directa, turbo, compresor, preparación para GLP |           |           |           |           |           |           |           |           |           |
| Diámetro x carrera             | 71.0 mm x 75.6 mm               | 71.0 mm x 75.6 mm               | 76.5 mm x 75.6 mm                           | 76.5 mm x 75.6 mm                                 | 76.5 mm x 75.6 mm                           | 76.5 mm x 75.6 mm                                                 |           |           |           |           |           |           |           |           |           |
| Cilindrada                     | 1197 cm³                        | 1197 cm³                        | 1390 cm³                                    | 1390 cm³                                          | 1390 cm³                                    | 1390 cm³                                                          |           |           |           |           |           |           |           |           |           |
| Relación de compresión         | 10.0: 1                         | 10.0: 1                         | 10.1: 1                                     | 10.1: 1                                           | 10.1: 1                                     | 10.1: 1                                                           |           |           |           |           |           |           |           |           |           |
| Potencia máxima: CV (kW) @ rpm | 105 CV (77 kW) @ 5000           | 105 CV (77 kW) @ 5000           | 140 CV (103 kW) @ 5600                      | 140 CV (103 kW) @ 5600                            | 170 CV (125 kW) @ 6000                      | 150 CV (110 kW) @ 5500                                            |           |           |           |           |           |           |           |           |           |
| Par máximo: Nm @ rpm           | 175 Nm @ 1550-4100              | 175 Nm @ 1550-4100              | 220 Nm @ 1500-4000                          | 220 Nm @ 1250-4000                                | 240 Nm @ 1500-4750                          | 220 Nm @ 1500-4500                                                |           |           |           |           |           |           |           |           |           |
| Tracción                       | Delantera                       | Delantera                       | Delantera                                   | Delantera                                         | Delantera                                   | Delantera                                                         | Delantera | Delantera | Delantera | Delantera | Delantera | Delantera | Delantera | Delantera | Delantera |
| Transmisión                    | Manual, 6 velocidades           | Manual, 6 velocidades           | Automática, 7 velocidades                   | Manual, 6 velocidades / Automática, 7 velocidades | Automática, 7 velocidades                   | Manual, 6 velocidades / Automática, 7 velocidades                 |           |           |           |           |           |           |           |           |           |
| Aceleración (0-100 km/h)       | 11.9 s                          | 11.9 s                          | 9.5 s                                       | 9.5 s                                             | 8.5 s                                       | 10.2 s                                                            |           |           |           |           |           |           |           |           |           |
| Velocidad máxima               | 185 km/h                        | 188 km/h                        | 202 km/h                                    | 202 km/h                                          | 213 km/h                                    | 204 km/h                                                          |           |           |           |           |           |           |           |           |           |
| Consumo combinado (L/100 km/h) | 6.4                             | 5.9                             | 6.8                                         | 6.6                                               | 6.6                                         | 7.2                                                               |           |           |           |           |           |           |           |           |           |

| Motores diésel                 | Motores diésel                                                         | Motores diésel                                                         | Motores diésel                                                         | Motores diésel                                                         | Motores diésel                                                         | Motores diésel                                                         | Motores diésel                                                         | Motores diésel | Motores diésel | Motores diésel | Motores diésel |
|                                | 1.6 TDI                                                                | 1.6 TDI                                                                | 1.6 TDI BlueMotion                                                     | 2.0 TDI                                                                | 2.0 TDI                                                                | 2.0 TDI                                                                | 2.0 TDI BlueMotion                                                     |                |                |                |                |
| ------------------------------ | ---------------------------------------------------------------------- | ---------------------------------------------------------------------- | ---------------------------------------------------------------------- | ---------------------------------------------------------------------- | ---------------------------------------------------------------------- | ---------------------------------------------------------------------- | ---------------------------------------------------------------------- | -------------- | -------------- | -------------- | -------------- |
| Periodo                        | 2010-2011                                                              | 2010-2015                                                              | 2010-2015                                                              | 2010-2015                                                              | 2010-2013                                                              | 2013-2015                                                              | 2010-2015                                                              |                |                |                |                |
| Identificación del motor       | CAYB                                                                   | CAYC                                                                   | CAYC                                                                   | CFHC                                                                   | CFJA                                                                   | CFJB                                                                   | CFHC                                                                   |                |                |                |                |
| Tipo de motor                  | L4 16v, inyección directa, common-rail, turbo, intercooler, filtro DPF | L4 16v, inyección directa, common-rail, turbo, intercooler, filtro DPF | L4 16v, inyección directa, common-rail, turbo, intercooler, filtro DPF | L4 16v, inyección directa, common-rail, turbo, intercooler, filtro DPF | L4 16v, inyección directa, common-rail, turbo, intercooler, filtro DPF | L4 16v, inyección directa, common-rail, turbo, intercooler, filtro DPF | L4 16v, inyección directa, common-rail, turbo, intercooler, filtro DPF |                |                |                |                |
| Diámetro x carrera             | 79.5 mm x 80.5 mm                                                      | 79.5 mm x 80.5 mm                                                      | 79.5 mm x 80.5 mm                                                      | 81.0 mm x 95.5 mm                                                      | 81.0 mm x 95.5 mm                                                      | 81.0 mm x 95.5 mm                                                      | 81.0 mm x 95.5 mm                                                      |                |                |                |                |
| Cilindrada                     | 1598 cm³                                                               | 1598 cm³                                                               | 1598 cm³                                                               | 1968 cm³                                                               | 1968 cm³                                                               | 1968 cm³                                                               | 1968 cm³                                                               |                |                |                |                |
| Relación de compresión         | 16.0: 1                                                                | 16.0: 1                                                                | 16.0: 1                                                                | 16.0: 1                                                                | 16.0: 1                                                                | 16.0: 1                                                                | 16.0: 1                                                                |                |                |                |                |
| Potencia máxima: CV (kW) @ rpm | 90 CV (66 kW) @ 4200                                                   | 105 CV (77 kW) @ 4400                                                  | 105 CV (77 kW) @ 4400                                                  | 140 CV (103 kW) @ 4200                                                 | 170 CV (125 kW) @ 4200                                                 | 177 CV (130 kW) @ 4200                                                 | 140 CV (103 kW) @ 4200                                                 |                |                |                |                |
| Par máximo: Nm @ rpm           | 230 Nm @ 1500-2500                                                     | 250 Nm @ 1500-2500                                                     | 250 Nm @ 1500-2500                                                     | 320 Nm @ 1750-2500                                                     | 350 Nm @ 1750-2500                                                     | 380 Nm @ 1750-2500                                                     | 320 Nm @ 1750-2500                                                     |                |                |                |                |
| Tracción                       | Delantera                                                              | Delantera                                                              | Delantera                                                              | Delantera                                                              | Delantera                                                              | Delantera                                                              | Delantera                                                              | Delantera      | Delantera      | Delantera      |                |
| Transmisión                    | Manual, 6 velocidades                                                  | Manual, 6 velocidades / Automática, 7 velocidades                      | Manual, 6 velocidades / Automática, 7 velocidades                      | Manual, 6 velocidades / Automática, 6 velocidades                      | Automática, 6 velocidades                                              | Automática, 6 velocidades                                              | Manual, 6 velocidades / Automática, 6 velocidades                      |                |                |                |                |
| Aceleración 0–100 km/h         | 14.7 s                                                                 | 12.8 s                                                                 | 12.8 s                                                                 | 9.9 s                                                                  | 8.9 s                                                                  | 8.8 s                                                                  | 9.9 s                                                                  |                |                |                |                |
| Velocidad máxima               | 174 km/h                                                               | 183 km/h                                                               | 186 km/h                                                               | 201 km/h                                                               | 213 km/h                                                               | 214 km/h                                                               | 203 km/h                                                               |                |                |                |                |
| Consumo combinado (L/100 km/h) | 5.1                                                                    | 5.1                                                                    | 4.6                                                                    | 5.3                                                                    | 5.7                                                                    | 5.7                                                                    | 4.8                                                                    |                |                |                |                |

### Variantes

#### Volkswagen Touran Cross

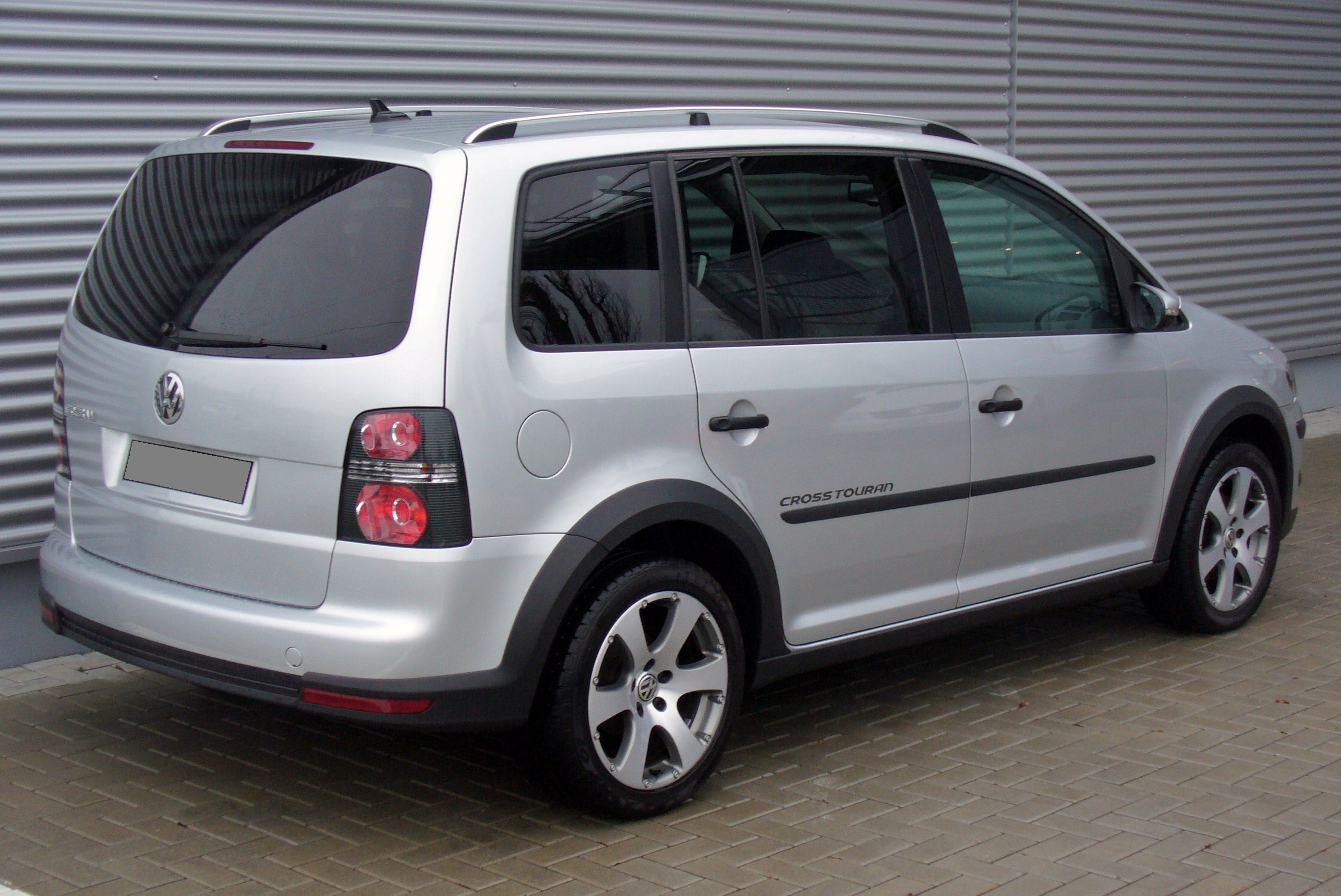
Volkswagen Touran Cross

## Segunda generación

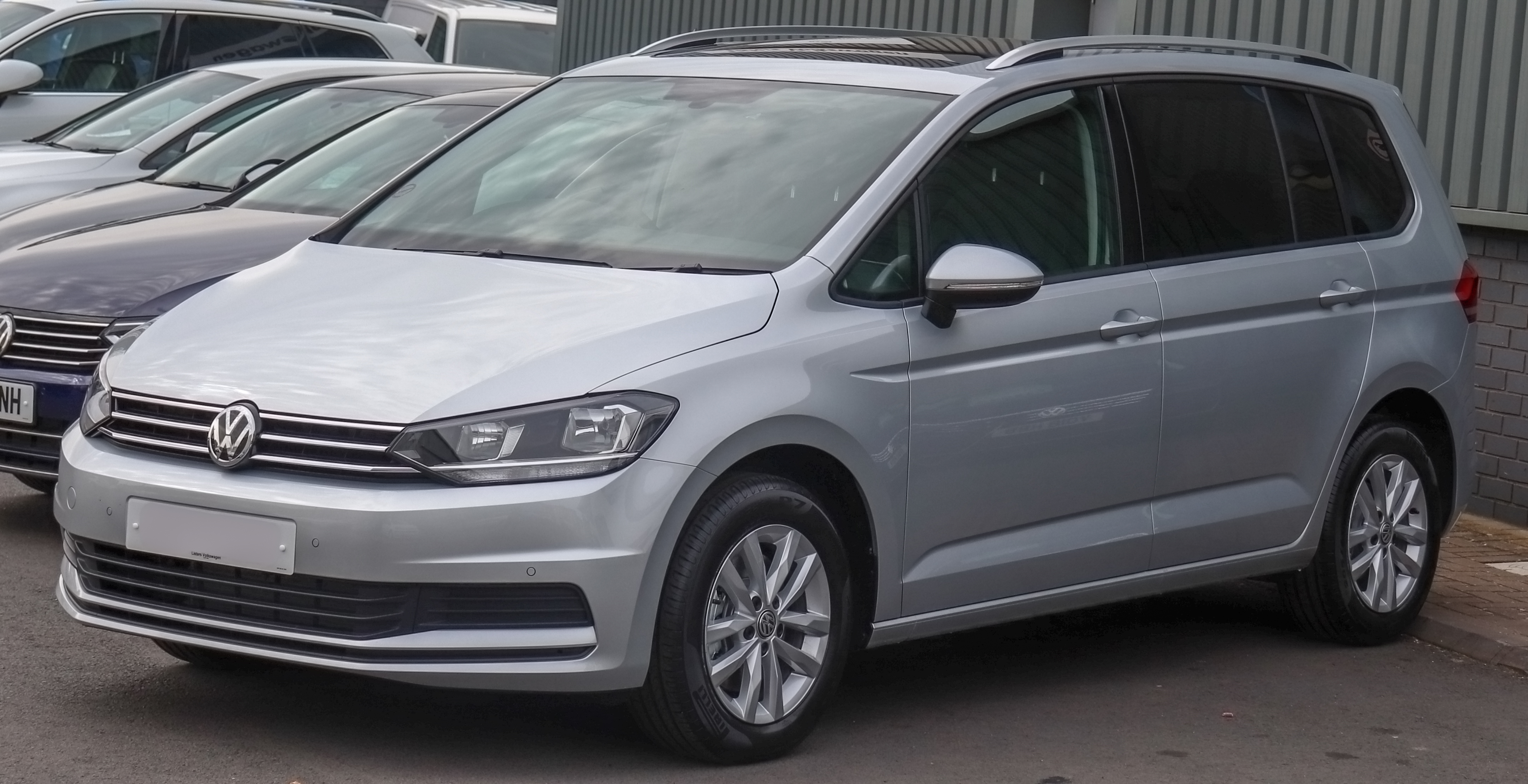
Segunda generación Volkswagen Touran

### Motorizaciones
| Periodo                        | 2015-presente                    | 2015-presente                                     | 2016-presente                    | 2015-presente                                                      | 2015-presente                                                      | 2016-presente                                                      |           |           |           |           |           |           |
| Identificación del motor       | CYVB                             | CZDA/CZEA                                         | CJSA                             | CRKB                                                               | CRLB                                                               | DDAA                                                               |           |           |           |           |           |           |
| Tipo de motor                  | L4 16v, inyección directa, turbo | L4 16v, inyección directa, turbo                  | L4 16v, inyección directa, turbo | L4 16v, diésel, inyección directa, common-rail, turbo, intercooler | L4 16v, diésel, inyección directa, common-rail, turbo, intercooler | L4 16v, diésel, inyección directa, common-rail, turbo, intercooler |           |           |           |           |           |           |
| Diámetro x carrera             | 71.0 mm x 75.6 mm                | 74.5 mm x 80.0 mm                                 | 82.5 mm x 84.2 mm                | 79.5 mm x 80.5 mm                                                  | 81.0 mm x 95.5 mm                                                  | 81.0 mm x 95.5 mm                                                  |           |           |           |           |           |           |
| Cilindrada                     | 1197 cm³                         | 1395 cm³                                          | 1798 cm³                         | 1598 cm³                                                           | 1968 cm³                                                           | 1968 cm³                                                           |           |           |           |           |           |           |
| Relación de compresión         | 10.5: 1                          | 10.5: 1                                           | 9.6: 1                           | 16.5: 1                                                            | 16.5: 1                                                            | 16.5: 1                                                            |           |           |           |           |           |           |
| Potencia máxima: CV (kW) @ rpm | 110 CV (81 kW) @ 4600-5600       | 150 CV (110 kW) @ 5000-6000                       | 180 CV (132 kW) @ 5000-6200      | 110 CV (81 kW) @ 3200-4000                                         | 150 CV (110 kW) @ 3500-4000                                        | 190 CV (140 kW) @ 3500-4000                                        |           |           |           |           |           |           |
| Par máximo: Nm @ rpm           | 175 Nm @ 1400-4000               | 250 Nm @ 1500-3500                                | 250 Nm @ 1250-5000               | 250 Nm @ 1500-3000                                                 | 340 Nm @ 1750-3000                                                 | 400 Nm @ 1900-3300                                                 |           |           |           |           |           |           |
| Tracción                       | Delantera                        | Delantera                                         | Delantera                        | Delantera                                                          | Delantera                                                          | Delantera                                                          | Delantera | Delantera | Delantera | Delantera | Delantera | Delantera |
| Transmisión                    | Manual, 6 velocidades            | Manual, 6 velocidades / Automática, 7 velocidades | Automática, 7 velocidades        | Manual, 6 velocidades / Automática, 7 velocidades                  | Manual, 6 velocidades / Automática, 6 velocidades                  | Automática, 6 velocidades                                          |           |           |           |           |           |           |
| Peso                           | 1436 kg                          | 1454 kg                                           | 1541 kg                          | 1539 kg                                                            | 1552 kg                                                            | 1615 kg                                                            |           |           |           |           |           |           |
| Aceleración (0-100 km/h)       | 11.3 s                           | 8.9 s                                             | 8.3 s                            | 11.9 s                                                             | 9.3 s                                                              | 8.2 s                                                              |           |           |           |           |           |           |
| Velocidad máxima               | 189 km/h                         | 209 km/h                                          | 218 km/h                         | 187 km/h                                                           | 208 km/h                                                           | 220 km/h                                                           |           |           |           |           |           |           |
| Consumo combinado (L/100 km)   | 5.4-5.6                          | 5.6-5.8                                           | 6.1-6.2                          | 4.4-4.5                                                            | 4.4-4.5                                                            | 4.6-4.8                                                            |           |           |           |           |           |           |